# Merkys
A Merkys (belarusz nyelven Мяркіс) folyó Litvánia déli és Fehéroroszország északi részén. 13 kilométeren át Fehéroroszországon keresztül halad, 5 kilométeren a két ország határát képezi, 195 kilométeren Litvániában folyik, majd Merkinė közelében a Nyemanba torkollik.
A Merkyst főleg föld alatti vizek táplálják, ezért más litvániai folyókhoz képest nyáron hidegebb a vize és kisebb a vízszint ingadozása. Žagarinė mellett, 128 kilométerrel a torkolat előtt a Merkyst csatorna köti össze a Papis-tóval. A Vokė folyó ebből a tóból ered és a Merkys vizének nagy részét felveszi. A csatorna előtt a Merkys vízhozama 3 m3/s, alatta már csak 0,7m3/s. A 19. század végén a Merkys vízgyűjtő területe mintegy 410 km2-rel nőtt, mivel a Kotra által öntözött területek egy része a Merkys mellékfolyójához, az Ūlához került.
A Merkys kedvelt célpontja a vízi túrázóknak, mivel egy része a Dzūkija Nemzeti Parkhoz tartozik, és a torkolatánál fekvő Merkinė történelmi nevezetességű. A régészeti feltárások azt mutatják, hogy a terület már a mezolitikum óta lakott volt.
A folyó neve a merkti szóból ered, ami litván nyelven az 'áztatni' ige egyik alakja.

## Fordítás
- Ez a szócikk részben vagy egészben  a   Merkys című angol Wikipédia-szócikk ezen változatának fordításán alapul.  Az eredeti cikk szerkesztőit annak laptörténete sorolja fel. Ez a jelzés csupán a megfogalmazás eredetét és a szerzői jogokat jelzi, nem szolgál a cikkben szereplő információk forrásmegjelöléseként.